# Snuff (musikgrupp)
Snuff är ett brittiskt punkrockband bildat 1986 i London, England. Gruppens trummis Duncan Redmonds är också huvudsångaren. Övriga medlemmar är Loz Wong, Lee Batsford, Dave Redmonds och Lee Murphy.
Snuff bestod ursprungligen av medlemmarna Duncan Redmonds på trummor och sång, Simon Wells på gitarr och sång och Andy Crighton på basgitarr. Dave Redmonds kom med på trombon strax innan EP:n Flibbiddydibbiddydob utgavs. 
Gruppens namn kom till efter en lång diskussion om bandnamn då någon till slut sade "That's enough", vilket fick bli gruppens namn, nedkortat till "Snuff".
Snuff har lanserad sin musik genom en rad oavhängiga skivbolag, inkluderat det egna skivbolaget 10past12records och Fat Wreck Chords, ägd av musikern Fat Mike från punkbandet NOFX.

## Historia
Snuff turnerade i England tre år innan skivkontrakt skrevs med skivbolaget Workers Playtime. Bandet spelade in och utgav sin första skiva Not Listening, en EP utgiven som 7" vinyl, 1989. Skivan fick speltid av John Peel på BBC Radio 1 och klättrade till nummer nio på UK Independent Chart.
Namnet på bandets första album är Snuff Said, det fullständiga namnet på albumet är dock Snuffsaidbutgorblimeyguvstonemeifhedidntthrowawobblerchachachachachachachachachachachayouregoinghomeinacosmicambience, vilket blev starten på gruppens gimmick att anspela på att de har cockneybakgrund.
År 2008 åkte bandet på en miniturné i Japan med spelningar i Tokyo tillsammans med band som Mugwumps och Slimeball. Bandet är fortfarande aktivt och gör enstaka spelningar för att de tycker att det är kul, de har dock inga planer på någon ny turné eller skiva.
Låtarna "No Reason" och "All You Need" medverkar i TV-spelet Big Air från Pitbull Syndicate.

## Diskografi

### Studioalbum
- Snuff Said (1989)
- Reach (1995)
- Demmamussabebonk (1996)
- Potatoes & Melons Wholesale Prices Straight from the Lock Up (1997)
- Tweet Tweet My Lovely (1998)
- Numb Nuts (2000)
- Disposable Income (2003)
- Greasy Hair Makes Money (2004)
- 5-4-3-2-1-Perhaps? (2013)

### EP
- Not Listening (1989)
- Flibbiddydibbiddydob (1990, återsläpp 1996)
- 1990 UK Tour Flexi (1990)
- That's Fine (1992)
- Christmas (1993)
- 100% Recyclable Punk (1995)
- Long Ball to No One (1995)
- Do Do Do EP (1996)
- Gandara and Friends (1996)
- Oishi Deh! (1997)
- In the Fishtank 4 (1998)
- Nick Motown (1998)
- Schminkie Minkie Pinkie (1998)
- Australian Tour EP (1999)
- Down by Yurr (1999)
- Sweet Days (2000)
- Chocs Away (2003)
- Innafayce (2004)

### Singlar
- "Cubical" / "You Are My Sunshine" / "Den Den Moshi Moshi" (1992)

### Livealbum
- Kilburn National 27.11.90 (1995)
- Caught In Session (från "BBC Radio 1 Evening Sessions") (1997)

### Samlingsalbum
- Kilburn National / Caught In Session (2xCD) (2003)
- Six of One, Half a Dozen of the Other: 1986-2002 (2005)
- BlahZsaMcBongBing (2010)

### Video
- High Octane Video Wounders (DVD/VHS) (2003)